# Kristin Mürer Stemland
Kristin Mürer Stemland, née le 8 janvier 1981 à Trondheim est une fondeuse norvégienne licenciée au Byåsen IL.
Elle a débuté en Coupe du monde en mars 2000 et a obtenu sa première victoire lors d'un relais en 2003 à Davos.

## Palmarès

### Jeux olympiques
| Épreuve / Édition | Sprint | Sprint                           | 10 km                            | 10 km     | Poursuite 2 × 10 km | 30 km | Relais | Relais   |
| Épreuve / Édition | libre  | classique                        | libre                            | classique | Poursuite 2 × 10 km | 30 km | Sprint | 4 × 5 km |
| JO 2006 Turin     | —      | Épreuve inexistante à cette date | Épreuve inexistante à cette date | 12e       | 19e                 | 24e   | —      | 5e       |

### Championnats du monde
- 2 participations (2005 et 2007)
- Meilleur résultat : 19e au 10 km libre en 2007.

### Coupe du monde
- Meilleur classement général : 24e en 2004.
- 5 podiums en relais dont 2 victoires.
- Meilleur résultat individuel : 5e.